# Therese Dessoir
Therese Dessoir, geborene Therese Reimann, (* 12. Juli 1810 in Hannover; † 7. April 1866 in Mannheim) war eine deutsche Theaterschauspielerin. 

## Leben
Reimann war eine Tochter des Oberfeldapothekers Conrad Reimann. Sie kam bereits als Kind an das königliche Hoftheater ihrer Heimatstadt. 1827 konnte sie dann in der Hauptrolle von August von Kotzebues Theaterstück „Die kleine Zigeunerin“ erfolgreich debütieren. 
Der Direktor dieses Theaters Franz Ignaz von Holbein unterstützte und hielt sie bis 1832 in Hannover unter Vertrag. Im Sommer desselben Jahres wechselte Reimann an das sächsische Hoftheater nach Leipzig. Dort lernte sie den Schauspieler Ludwig Dessoir kennen und heiratete ihn dort 1835. Mit ihm hatte sie einen Sohn, Ferdinand. Diese Ehe verlief sehr unglücklich und die beiden ließen sich bereits 1836 wieder scheiden. 
Nach einem kurzen Engagement in Breslau (noch mit ihrem Ehemann) kehrte Reimann Ende 1836 wieder nach Leipzig zurück. 1845 wechselte sie an das Hoftheater nach Mannheim. dort blieb sie bis an ihr Lebensende. Sie starb am 7. April 1866 im Alter von beinahe 56 Jahren und fand dort auch ihre letzte Ruhestätte.

## Rollen (Auswahl)
- Lasarilla – Die kleine Zigeunerin (August von Kotzebue)
- Alte Liese – Deborah (Salomon Hermann Mosenthal)
- Lady Milford – Kabale und Liebe (Friedrich Schiller)
- Claudia Galotti – Emilia Galotti (Gotthold Ephraim Lessing)